# .pn
.pn ist die länderspezifische Top-Level-Domain (ccTLD) der Pitcairninseln. Sie existiert seit dem 10. Juli 1997 und wird von der Pitcairn Island Administration verwaltet.

## Eigenschaften
Die Top-Level-Domain kann erst seit dem Jahr 2000 aktiv genutzt werden, zuvor war .pn an keine Vergabestelle delegiert. Die TLD fand auch Verwendung für den fiktiven Staat Panem im Zuge des viralen Marketings der Filmreihe Die Tribute von Panem.